# Номерні знаки Східного Тимору
Код Східного Тимору для міжнародного руху ТЗ — (TL).

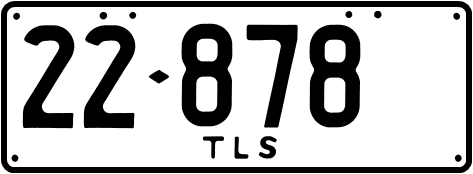
Регулярний номер

## Основні типи номерних знаків
Номерні знаки Східного Тимору за розмірами і шрифтом смволів повторюють австралійські номерні знаки. В нижньому рядку всіх типів номерних знаків обов'язковим елементом фігурує напис TLS.
- Регулярні номерні знаки мають формат 12-345, чорні символи на білому тлі.

| 12-345 |

- Номерні знаки для мотоциклів мають формат А-1234, чорні символи на білому тлі.

| А-1234 |

- Державні номерні знаки мають формат 01-234G, чорні символи на білому тлі.

| 01-234G |

- Урядові номерні знаки мають формат 00-123G, білі символи на блакитному тлі.

| 00-123G |

- Дипломатичні номерні знаки мають формат 012-3CD, чорні символи на зеленому тлі.

| 012-3CD |

- Номерні знаки ООН мають формат UN1234, блакитні символи на білому тлі.

| UN1234 |